# Una máscara para Ana
Una máscara para Ana es una película de Argentina en blanco y negro  dirigida por Rubén W. Cavallotti sobre el guion de Roberto Rial según el argumento de Alberto Cabado que se estrenó el 15 de diciembre de 1966 y que tuvo como protagonistas a Graciela Borges, Lautaro Murúa, Walter Vidarte y Amalia Bernabé. También colaboró Alfredo Suárez como fotógrafo de filmación.

## Sinopsis
Un director de cine obliga a su esposa actriz a no ejercer la profesión y ésta termina fugándose.

## Reparto
- Graciela Borges
- Lautaro Murúa
- Walter Vidarte
- Amalia Bernabé
- Guillermo Battaglia
- Graciela Dufau
- Alberto Mazzini
- Gloria García
- Semillita
- Roberto Bordoni
- Agustín Barrios
- José Bertozi
- Celia Geraldy
- Rubén Matías
- Nelson Prenat
- Ernesto Raquén
- Blanquita Silván
- Héctor Eduardo
- Rolo Puente
- Silvana
- Donald
- Chiquita Saldí
- Dino Ramos

## Comentarios
La Nación opinó:

”Fallido intento satírico”.

Manrupe y Portela escriben:

”A mitad de camino del pop y con tics del cine de la primera mitad de la década, una película rara del director y el personal involucrado”.

El Heraldo del Cinematografista dijo:

”Hecho extraño en el cine argentino, este film presupone una intención de comedia distorsionada, alocada y farsesca,…queda en ensayo empeñoso”.